# ジャン＝ユーグ・アングラード
ジャン＝ユーグ・アングラード（Jean-Hugues Anglade, 1955年7月29日 - ）はフランス出身の俳優。

## 来歴
父は獣医。少年時代から音楽に興味を持ち、ジミ・ヘンドリックスに憧れ「ジプシーズ」というバンドを組み、プロを目指して日夜練習に励む。
その後、役者志望に路線変更し、1975年からパリのフランス国立高等演劇学校(コンセルヴァトワール)で演劇を5年間勉強する。その間にTVには1977年ごろから出演していた。1982年に映画デビュー。翌年出演した『傷ついた男』では暴力的だが魅力的な男を愛してしまうゲイの青年を見事に演じ、出演2作目にしてセザール賞最優秀新人賞を受賞。1986年の『ベティ・ブルー』では、情緒不安定で後に精神に異常をきたす少女ベティを優しく包み込む青年ゾルグを演じ、知られるようになる。
1989年に『インド夜想曲』のエキストラで出ていたインド人女優パメラ・スーと交際し、1997年に結婚。しかし結婚以前にも様々な女優との浮名を流していた。2000年代に入りパメラ・スーと離婚。2003年頃にベトナム人女性と再婚し、子供も設けたが、その後再び離婚した。
『キリング・ゾーイ』ではエイズに冒された銀行強盗など演技の幅も広く、1994年に出演した『王妃マルゴ』ではセザール賞最優秀助演男優賞を受賞。1996年の『マキシマム・リスク』ではジャン＝クロード・ヴァン・ダムと共演、ハリウッドデビューを果たす。翌年『裸足のトンカ』では監督･脚本業にも進出。

### 来日
1991年と1998年にゆうばり国際ファンタスティック映画祭の審査員と東京国際映画祭のために来日している。91年には洋酒のCM、服飾メーカーのDOMONのイメージキャラクターにもなったことがある。

### 襲撃事件
本人の公式ページによると、2005年にパリで若者の不良集団に襲われ、大型犬まで嗾けられ大怪我を負ったという。その後回復はしたものの、その時は本気で死を覚悟したらしい。かなりの犬好きで知られているが、その犬に襲われたという精神的ショックは大きかったという。

### タリス銃乱射事件
2015年8月21日のタリス銃乱射事件でタリスに乗り合わせており、事件で負傷した。

## 主な出演作品
| 公開年 | 邦題 原題                                                                                    | 役名                     | 備考                                      |
| ------ | -------------------------------------------------------------------------------------------- | ------------------------ | ----------------------------------------- |
| 1982   | シーデビル L'Indiscretion                                                                    | ジャン＝フランソワ       | VHSスルー                                 |
| 1983   | 傷ついた男 L'Homme blessé                                                                    | アンリ                   |                                           |
| 1984   | サブウェイ Subway                                                                            | ローラー                 |                                           |
| 1985   | 狼たちの報酬 Les Loups entre eux                                                             | Richard Avakian          |                                           |
| 1986   | ベティ・ブルー 37°2 le matin                                                                 | ゾルグ                   |                                           |
| 1987   | 恋の病い Maladie d' Amour                                                                    | クレマン                 |                                           |
| 1988   | インド夜想曲 Nocturn indien                                                                  |                          |                                           |
| 1990   | ニキータ Nikita                                                                              | マルコ                   |                                           |
| 1990   | 真夜中の恋愛論 Nuit d'été en ville                                                           | ルイ                     |                                           |
| 1991   | ラストファンタジー Gawin                                                                     | パパ                     |                                           |
| 1991   | 夜ごとの夢/イタリア幻想譚 La Domenica specialmente                                           |                          |                                           |
| 1993   | 鯨の中のジョナ Jona che visse nella balena                                                   | 父親                     |                                           |
| 1993   | キリング・ゾーイ Killing Zoe                                                                 | エリック                 |                                           |
| 1993   | メランコリー Les Marmottes                                                                   | ステファン               |                                           |
| 1994   | 百一夜 Les cent et une nuits                                                                 |                          |                                           |
| 1994   | 王妃マルゴ La Reine Margot                                                                   | シャルル9世              | セザール賞 助演男優賞 受賞                |
| 1994   | レオン 完全版 Leon                                                                           | 麻薬の売人               | 完全版にのみカメオ出演                    |
| 1995   | 世界で一番好きな人 Dis-moi oui...                                                            | ステファン               |                                           |
| 1996   | 君が、嘘をついた。 Les Menteurs                                                              | ザック                   |                                           |
| 1996   | ある貴婦人の恋 Le affinità elettive                                                          | エドアルド               | TV放映                                    |
| 1996   | マキシマム・リスク Maximum Risk                                                              | セバスチャン             |                                           |
| 1997   | 裸足のトンカ Tonka                                                                           | スプリンター             | 監督・脚本も                              |
| 2000   | 甘い嘘 En face                                                                               | ジャン                   |                                           |
| 2001   | 青い夢の女 Mortel transfert                                                                  | ミシェル・デュラン       |                                           |
| 2002   | 略奪者 Sueurs                                                                                | ハーヴェイ               |                                           |
| 2002   | ザ・ソプラノズ/哀愁のマフィア The Sopranos                                                   | ジャン＝フィリップ       | テレビシリーズ、エピソードEverybody Hurts |
| 2003   | 夢の中に君がいる Laisse tes mains sur mes hanches                                            | ジェローム               | フランス映画祭横浜2003のみの上映          |
| 2003   | ラクダと針の穴 Il est plus facile pour un chameau                                            | ピエール                 | フランス映画祭上映                        |
| 2004   | テイキング・ライブス Taking Lives                                                            | デュバル                 |                                           |
| 2007   | ヒッチコック劇場 2007 第4話「悪魔の待ち伏せ」 Myster Mocky présente : Le Diable en embuscade |                          | TVシリーズ 1セグメント出演                |
| 2008   | セックス依存症だった私へ Borderline                                                          | チェッキー               | DVDスルー                                 |
| 2011   | 恋した女 Amoureuse                                                                           | マルシアル・ヴェルディエ | TV5MONDE放映 テレビ映画                   |
| 2013   | バック・イン・クライム 時空を超えた事件 L'Autre Vie de Richard Kemp                          | リシャール・ケンプ       | DVDスルー                                 |
| 2015   | 暗黒街 Suburra                                                                               | ベルシェ枢機卿           | DVDスルー                                 |
| 2018   | シンク・オア・スイム イチかバチか俺たちの夢 Le Grand Bain                                    | シモン                   |                                           |
| 2021   | バッドマン 史上最低のスーパーヒーロー Super-héros malgré lui                                 |                          |                                           |

## 参照
1. ↑  France train shooting: Hollande thanks 'heroes' who foiled gunman BBC 22 August 2015